# 弁内侍

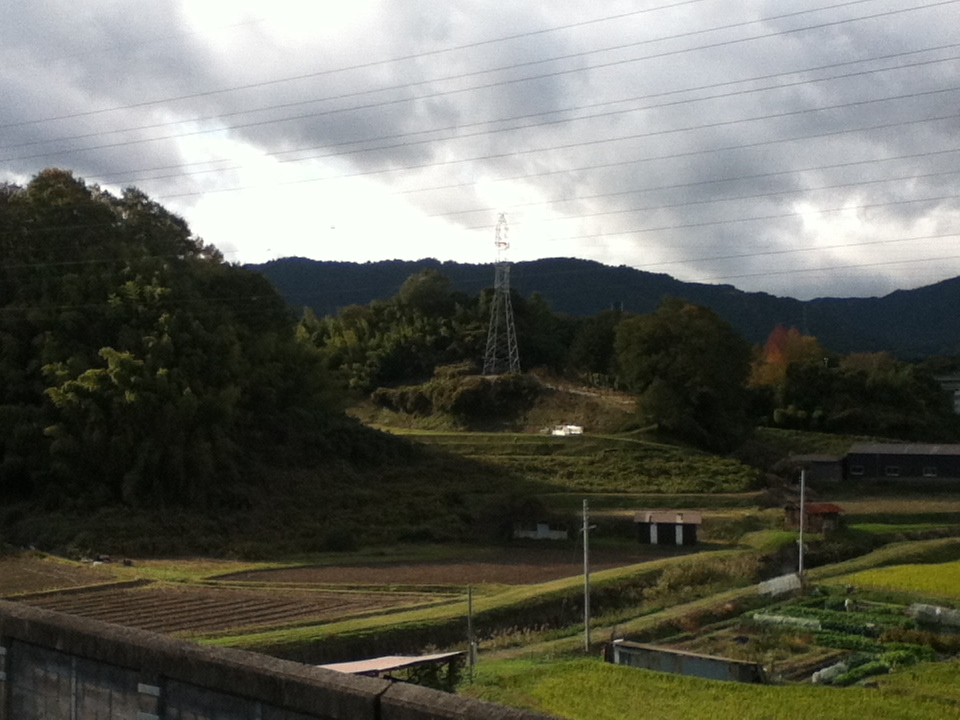
弁内侍が晩年隠棲した仰木の里付近の里山（滋賀県大津市）

弁内侍（べんのないし、正体字：辨內侍、生没年不詳）は、鎌倉時代初期の女流歌人。『弁内侍日記』の作者。女房三十六歌仙の一人。藤原信実の娘。藻璧門院少将の妹、後深草院少将内侍の姉。後深草院弁内侍（ごふかくさいんの べんのないし）とも呼ばれた。

## 経歴
1243年（寛元元年）8月、後嵯峨天皇の皇子久仁親王は生後2ヶ月で東宮となるが、その3ヶ月後には既に春宮弁と名乗って出仕している。1246年寛元4年、東宮が幼くして即位して後深草天皇となるに伴い内侍となり、妹少将内侍とともに幼帝に仕える。1259年（正元元年）の譲位とともに職を退いた。『弁内侍日記』にはその前半期にあたる1246年（寛元4年）1月から1252年（建長4年）10月までの記事がある。『続後撰和歌集』以降の勅撰集、歌合等に作品を残している。従二位法性寺雅平との間に女子（新陽明門院中納言、参議実永室）をもうけ、1265年（文永2年）妹の死に際して出家した。晩年は叡山の麓の仰木の山里にて生涯を送った。1276年（建治2年）の『現存三十六人詩歌』に、姉の藻璧門院少将と共に名前を挙げられており、かつ姉の追悼のための和歌を依頼しており、姉より長く生きたことがわかる。実材母として知られる女性との間で、1277年（建治3年）頃の歌の贈答が確認できる。

## 逸話
- 三姉妹ともに歌人として高名だったが、弁内侍と少将内侍は連歌にも長けていたとされる。後嵯峨院は御幸の際、この姉妹を車に乗せて連歌の相手をさせた[8]。『筑波問答』に連歌作者として挙げられ、『菟玖波集』にも句が採録されている。1250年（建長2年）8月15日、楽しみにしていた月見の会があいにくの雨天となり残念に思った後嵯峨院が、姉妹に「三人で阿弥陀仏連歌[* 1]をしよう」と誘い、

夜明けまで連歌に興じた。
- 実材母が日頃書き集めていた歌[* 2]を弁内侍に送ったところ、称賛の歌を贈られ、感激したという。

また互いに身の上を嘆いているかのような贈答もある。
- 紫宸殿の賢聖障子（中国の名臣32人の肖像図）について、弁内侍は「描かれているのが外国人ではなく日本の賢人ならばいいのに」と感想を漏らし、亀山院を感服させたという。亀山院は彼女の位階を上げようとしたが、弁内侍は辞退した。ここで弁内侍は古来からの日本人の性癖である舶来好きを鋭く指摘している。弁内侍日記には日本人の先例好きを揶揄する逸話もあり、客観的視点を持った女性だったらしい。[要出典]

## 作品
勅撰集
| 歌集名         | 作者名表記     | 歌数 | 歌集名         | 作者名表記     | 歌数 | 歌集名         | 作者名表記            | 歌数 |
| -------------- | -------------- | ---- | -------------- | -------------- | ---- | -------------- | --------------------- | ---- |
| 続後撰和歌集   | 弁内侍         | 4    | 続古今和歌集   | 新院弁内侍     | 6    | 続拾遺和歌集   | 院弁内侍              | 9    |
| 新後撰和歌集   | 弁内侍         | 6    | 玉葉和歌集     | 後深草院弁内侍 | 6    | 続千載和歌集   | 後深草院弁内侍        | 2    |
| 続後拾遺和歌集 | 後深草院弁内侍 | 2    | 風雅和歌集     |                |      | 新千載和歌集   | 後深草院弁内侍 弁内侍 | 1    |
| 新拾遺和歌集   | 後深草院弁内侍 | 2    | 新後拾遺和歌集 | 後深草院弁内侍 | 3    | 新続古今和歌集 | 後深草院弁内侍        | 3    |

準勅撰連歌集
| 集名     | 作者名表記     | 句数 | 集名         | 作者名表記 | 句数 |
| -------- | -------------- | ---- | ------------ | ---------- | ---- |
| 菟玖波集 | 後深草院弁内侍 | 13   | 新撰菟玖波集 |            |      |

定数歌・歌合
| 名称               | 時期                       | 作者名表記        | 備考                      |
| ------------------ | -------------------------- | ----------------- | ------------------------- |
| 河合社歌合         | 1243年（寛元元年）11月17日 | 春宮弁            | 藤原行家と番い負1持2      |
| 院御歌合           | 1247年（宝治元年）         | 弁内侍            | 源有教と番い勝6負1時3     |
| 宝治百首           | 1248年（宝治2年）          | 弁内侍 信実朝臣女 |                           |
| 九月十三夜影供歌合 | 1251年（建長3年）          | 弁内侍            | 花山院定雅と番い勝5負1時4 |

私家集
- 家集は伝存しないが、『弁内侍日記』は弁内侍と少将内侍姉妹の歌日記となっており、これを弁内侍の家集と見る考え方もあった[* 6]。